# Corneille-François de Nélis
Pour les articles homonymes, voir Nélis.
 (mars 2012).
Corneille-François de Nélis, né à Malines puis baptisé à Saint-Rombaut le 5 juin 1736 et décédé le 21 août 1798 à l'abbaye des Camaldules, près de Florence (Toscane), est un prélat, philosophe et homme d'État des Pays-Bas méridionaux. Il est le dernier évêque d'Anvers de l'Ancien Régime (de 1785 à sa mort).

## Biographie
Fils de Corneille de Nélis, avocat au Grand Conseil de Malines, greffier du pays de Grimbergen, et de sa première épouse, Marie-Thérèse Walschaerts, et frère de Jean-Charles de Nelis et de Dominique-Joseph-Hyacinthe de Nelis, Corneille de Nélis fait des études au collège des Oratoriens de Malines et part ensuite pour Louvain suivre les leçons de philosophie à la pédagogie du Château. Il est proclamé primus de l'université de Louvain le 21 octobre 1753.
En 1757, alors qu'il n'a pas encore achevé ses études, on lui confie la présidence du collège de Malines et le 1er février 1758, il est nommé bibliothécaire à l'université de Louvain où il est étudiant. Il obtient en 1760 le grade de licencié de la faculté de théologie. Sous-diacre et chanoine de la collégiale Saint-Pierre, le comte de Neny, dont il a l'amitié, lui confie alors son fils.
Par l'influence du gouvernement, Corneille est nommé chanoine de la cathédrale de Tournai le 22 juillet 1765.
Il prononce dans la collégiale Sainte-Gudule, le 9 novembre 1765, l'oraison funèbre de l'empereur François Ier, en présence de la Cour.
Corneille conseille au gouvernement de former une académie à Bruxelles afin de porter la jeunesse vers les études supérieures, le gouvernement accueille positivement cette suggestion. Il est admis comme membre de cette nouvelle société en 1769. En 1774, Marie-Thérèse d'Autriche prend la décision de le choisir pour donner des leçons de littérature et d'histoire au prince avant son départ pour la France. En 1777, il est nommé membre de la commission royale des études. La mort de Marie-Thérèse d'Autriche survient en 1780, Corneille est une nouvelle fois chargé de prononcer l'oraison funèbre à la collégiale de Bruxelles. Joseph II croit devoir récompenser l'orateur en lui envoyant une bague en argent. Il habite alors à Bruxelles, où il consacre son temps au gouvernement qui a confiance en ses lumières, et aux plaisirs de la haute société, et ne se déplace à Tournai que pour assister aux délibérations des États du Tournaisis dont il est président, et pour les affaires spirituelles du diocèse de Tournai dont il est vicaire général.
Proposé par l'Empereur, en 1784, à la dignité d'évêque d'Anvers, il est consacré le 5 juin 1785 par le cardinal Jean-Henri de Frankenberg dans l'église métropolitaine de Malines.

Médaille représentant Corneille-François de Nélis, par Mastrellini.

Il est porté aux États généraux et contribue à former l'union entre les provinces, et le 21 janvier 1790, il est nommé par acclamation premier président ; il siège aux côtés de Henri van der Noot et van Eupen. Par la suite, il est membre du Congrès souverain des États belgiques unis. Peu de temps après son retour à Anvers, il est député, le 9 juin 1791, par les États de Brabant, conjointement avec les premiers dignitaires de l'Église de la noblesse, pour aller recevoir à Bonn les gouverneurs. Il assiste à l'inauguration de Léopold II à Bruxelles le 30 juin.
Chassé par le pouvoir révolutionnaire français il meurt en exil à l'abbaye des Camaldules, près de Florence, le 21 août 1798.

## Écrits
- Fragment sur les principes du vrai bonheur, Louvain 1763
- Alexis, fragment d'institution d'un prince, Louvain 1765
- Senis Pythagorici coeci, de Naturâ ac Phoenomenis rerum ad Theogenem filium, Disputationes sex, Louvain
- Oratio in funere Fancisci I, imp. Coes. Aug. habita in basilicâ SS. Michaelis et Guduloe, Louvain 1765
- Oraison funèbre de Marie-Therese, Bruxelles 1781 Google Books
- L'Aveugle de la Montagne, ou Entretiens philosophiques, Amsterdam et Paris 1789-1793, Parme 1795, et Rome, 1796
- Analyse et extrait de L'aveugle de la Montagne, 1794
- Belgicarum rerum Prodromus, sive de Historiâ Belgicâ ejusque Scriptoribus proecipuis Commentatio, Anvers 1790, Parme 1795